# Егоров, Владимир Евгеньевич
Влади́мир Евге́ньевич Его́ров (19 марта 1878 — 8 октября 1960) — русский и советский художник театра и кино. Один из зачинателей русского декорационного искусства. Народный художник РСФСР (1944), лауреат Сталинской премии второй степени (1946).

## Биография
Родился 7 (19) марта 1878 года в селе Покровское Орловской губернии (ныне Залегощенского района Орловской области). Когда ему исполнилось 8 лет, его родители переехали в Москву и поступили в театр М. В. Лентовского.
В 1892—1900 годах учился в Строгановском училище у К. А. Коровина, Ф. О. Шехтеля, С. В. Иванова. Участвовал в росписях Русского павильона на Всемирной выставке в Глазго (1901)[уточнить], церкви в Рыбинске и собора в Иваново-Вознесенске (1900—1903).
Затем работал театральным художником в МХТ (1906—1911), Малом театре, в Оперном театре С. И. Зимина. Занимался монументальной живописью и декоративно-прикладным искусством.
В 1911—1917 годах и с 1945 года преподавал в Строгановском училище, профессор с 1952 года.
С 1915 года работал для кино, участвовал в создании «Русской золотой серии». Известность Егорову принёс фильм «Портрет Дориана Грея» (режиссёр В. Мейерхольд), отличавшийся изяществом, экспрессивностью, высокой культурой оформления. Он выступал против ремесленничества в кинодекорационном деле, подчёркивал творческий характер профессии декоратора, поднял её престиж и значение. Декорации художника обычно становились активным средством эстетического воздействия на зрителя. Он добивался органического единства натурных и павильонных эпизодов.
В советское время художник сотрудничал с режиссёрами В. Гардиным, Я. Потазановым, Г. Рошалем, И. Пырьевым, М. Роммом, Ю. Райзманом, В. Пудовкиным.

Основные творческие принципы мастера — максимум выразительности, достигаемой самыми скупыми средствами, плакатная броскость детали, стремление к многозначной метафоричности.
— Кино. Энциклопедический словарь, 1987
Умер 8 октября 1960 года в Москве. Похоронен на Ваганьковском кладбище.

## Театральные работы
- 1907 — «Жизнь человека» Л. Н. Андреева; «Драма жизни» К. Гамсуна
- 1908 — «Синяя птица» М. Метерлинка
- 1910 — «Росмерсхольм» Г. Ибсена
- 1912 — «Садко» Н. Римского-Корсакова
- 1912 — «Сестра Беатриса» А. Гречанинова
- 1926 — «Собор Парижской Богоматери» В. Гюго
- 1938 — «Баба-Яга, костяная нога»

## Фильмография
- 1915 — Одесские катакомбы
- 1915 — Портрет Дориана Грея
- 1915 — Хвала безумию
- 1915 — Царь Иван Васильевич Грозный
- 1916 — Бабушкин подарок
- 1916 — Василиса
- 1916 — Вова приспособился
- 1916 — Его глаза
- 1916 — Зелёный паук
- 1916 — Любви сюрпризы тщетные
- 1916 — Ничтожные
- 1916 — Сверчок на печи
- 1917 — В их крови мы неповинны
- 1917 — Наше сердце
- 1918 — Барышня и хулиган
- 1918 — Восстание
- 1920 — Мать
- 1923 — Призрак бродит по Европе
- 1925 — Его призыв
- 1925 — Закройщик из Торжка
- 1925 — Медвежья свадьба
- 1925 — Палачи
- 1925 — Сердца и доллары
- 1925 — Степан Халтурин
- 1926 — Крылья холопа
- 1926 — Мисс Менд
- 1928 — Ледяной дом (совместно с Н. Воробьёвым)
- 1928 — Саламандра
- 1929 — Разлом
- 1929 — Чины и люди
- 1933 — Иудушка Головлёв
- 1933 — Конвейер смерти
- 1933 — Рваные башмаки
- 1935 — Мяч и сердце
- 1936 — Дубровский
- 1936 — Мы из Кронштадта
- 1936 — Тринадцать (совместно с М. Карякиным)
- 1938 — Доктор Айболит
- 1939 — Василиса Прекрасная
- 1939 — Поднятая целина (совместно с М. Тиуновым, В. Камским)
- 1939 — Степан Разин
- 1940 — Суворов
- 1941 — Дело Артамоновых
- 1941 — Прокурор
- 1942 — Антоша Рыбкин
- 1943 — Воздушный извозчик
- 1943 — Кутузов
- 1943 — Лермонтов
- 1944 — Сильва
- 1944 — Юбилей (совместно с Н. Галустяном)
- 1945 — Без вины виноватые
- 1946 — Адмирал Нахимов (совместно с А. Вайсфельдом, М. Юферовым)
- 1949 — Счастливый рейс
- 1952 — Джамбул
- 1956 — На подмостках сцены

## Награды и премии
- Сталинская премия второй степени (1946) — за оформление фильма «Без вины виноватые» (1945)[4];
- народный художник РСФСР (21 апреля 1944) — за выдающиеся заслуги в области киноискусства[7];
- два ордена Трудового Красного Знамени (06.04.1950[8] и 11.06.1953[9]).